# Одеонсплац
Одео́нсплац (нем. Odeonsplatz) — площадь в центре Мюнхена.

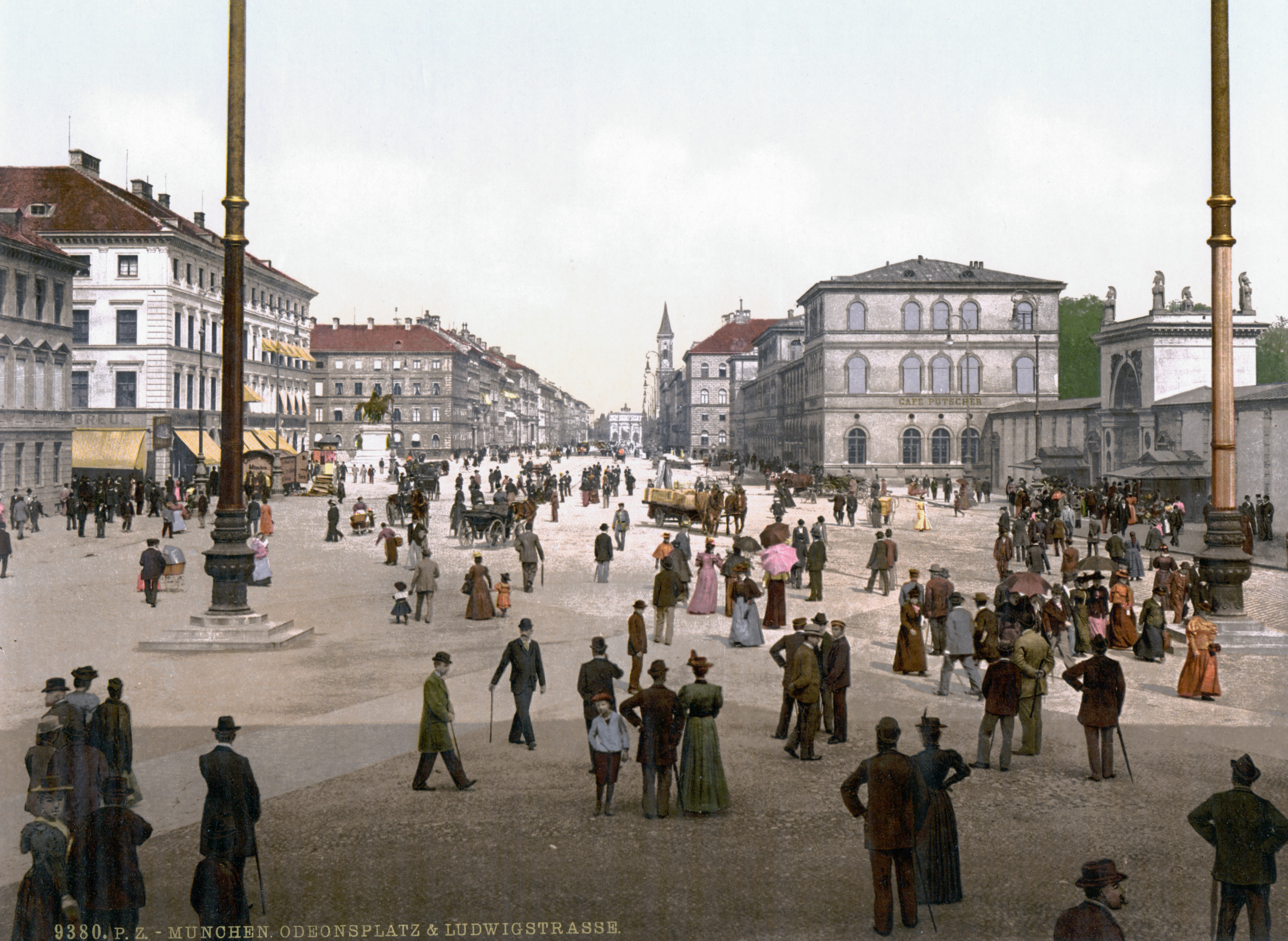
Вид (на север) на площадь Одеонсплац и улицу Людвигштрассе.
Открытка, ок. 1890—1905 гг.

Площадь Одеонсплац была заложена королём Баварии Максимилианом I на месте разрушенной в 1791 году городской стены рядом с церковью Театинеркирхе. Строительство продолжалось в 1816—1828 гг. В 1817 году были разрушены Швабингские ворота, площадь стала началом улиц Бриеннерштрассе и Людвигштрассе. В оформлении площади активное участие принимал знаменитый архитектор Лео фон Кленце, построивший в 1826—1828 годах концертный зал «Одеон». В 1817—1821 годах был построен Лейхтенбергский дворец, во многом копирующий палаццо Фарнезе. Архитектурный ансамбль площади дополняет лоджия Фельдхернхалле, возведенная в 1841—1844 годах по проекту Гертнера. В 1862 году Макс фон Виднман установил конный памятник королю Людвигу I.
Известность площади добавил и трагически завершившийся здесь известный марш НСДАП по Мюнхену 9 ноября 1923 года, заключительная часть «Пивного путча».